# وایولتا کولوبووا
وایولتا ویتالیفنا کولوبووا (روسی: Виолетта Витальевна Колобова، زاده ۲۷ ژوئیه ۱۹۹۱) شمشیرباز اپه اهل روسیه است.
او دوبار به همراه تیم روسیه در مسابقات جهانی تیمی شمشیربازی، قهرمان و در المپیک ۲۰۱۶ مدال برنز کسب نموده‌است.